# Юй Юйвэнь, Фабиан
Фабиан Юй Юйвэнь (27 сентября 1890 года, Китай — 6 марта 1943 года, Цзядин, Китай) — католический прелат, епископ, апостольский викарий Цзядина с 7 июля 1936 года по 6 марта 1943 год.

## Биография
31 октября 1920 года был рукоположен в священники.
7 июля 1936 года Римский папа Пий XI назначил его титулярным епископом Факузы и апостольским викарием Цзядина. 15 ноября 1936 года состоялось рукоположение Фабиана Юй Юйвэня в епископа, которое совершил титулярный архиепископ Трианополиса Родопского и апостольский делегат в Китае Марио Занин в сослужении с титулярным епископом Иоппе и апостольским викарием Уханя Эудженио Масси и титулярным епископом Олены и апостольским викарием Шуньцина Павлом Ванном Вэньчэном.
Скончался 6 марта 1943 года в Цзядине.